# Бруски (футбольный клуб)
«Бру́ски» — бразильский футбольный клуб из одноимённого города, штата Санта-Катарина.

## История
Клуб основан 12 октября 1987 года, домашние матчи проводит на стадионе «Аугусто Бауэр». Главными достижениями «Бруски» являются две победы в чемпионате штата Санта-Катарина — в 1992 и 2022 годах.
По итогам 2019 года клуб выступал в Серии D Бразилии и завоевал право вернуться в Серию C (где команда единственный раз в своей истории играла в 1988 году). В итоге «Бруски» стал победителем дивизиона. В сезоне 2020 (который из-за пандемии COVID-19 завершился уже в начале 2021 года) «Бруски» занял 4-е место, то есть во второй раз подряд добился повышения в дивизионе.

## Достижения
- Чемпион Санта-Катарины (2): 1992, 2022
- Обладатель Кубка Санта-Катарины (3): 1992, 2008, 2010
- Чемпион бразильской Серии D (1): 2019